# Fiat 24-32 HP
Fiat 24-32 HP a fost introdusă de producătorul italian de automobile Fiat în anul 1901. Mașina a fost proiectată pentru a permite constructorilor de caroserii să creeze diverse tipuri de caroserii adaptabile. Modelul era disponibil cu trei variante de ampatament: scurt, mediu și lung.
Automobilul era echipat cu un motor în patru cilindri, care a evoluat pe parcursul celor trei serii:
- Prima serie (1901) avea un motor de 6.371 cm³, dezvoltând 32 CP.
- A doua serie (1904) era dotată cu un motor de 6.902 cm³, dezvoltând tot 32 CP.
- A treia serie (1905) includea un motor de 7.363 cm³, menținând aceeași putere de 32 CP.

Au fost produse peste 400 de unități la fabrica Fiat din Corso Dante, Torino.
Fiat 24-32 HP a introdus mai multe inovații tehnologice: a fost primul automobil sedan care a utilizat un tip de caroserie „Landaulet” și prima mașină echipată cu o pedală de accelerație și o cutie de viteze cu patru trepte înainte. Viteza maximă a modelului de serie era de 75 km/h.

#### Fiat 24 HP Corsa
În 1902, Fiat a lansat o versiune de curse a modelului 24 HP, denumită 24 HP Corsa. Aceasta a fost prima mașină proiectată special pentru curse, în loc să fie derivată dintr-un model de serie. Corsa avea un șasiu complet din oțel, înlocuind șasiurile din lemn utilizate anterior, și un motor dublu de 7238 cm³, care genera 40 CP. Datorită greutății reduse de doar 450 kg, mașina putea atinge viteze de peste 100 km/h, o performanță remarcabilă pentru acea epocă. Fiat 24 HP Corsa s-a dovedit extrem de competitivă, dominând cursele în care a participat:
- A câștigat cursa Côte-Superga Sassi, lângă Torino, pe 29 iunie și 27 iulie 1902, cu Vincenzo Lancia la volan.
- A triumfat în competiția Susa - Col du Mont-Cenis, cu o viteză medie de 44,16 km/h.